# Уорсо (тауншип, округ Райс, Миннесота)
Уорсо (англ. Warsaw) — тауншип в округе Райс, Миннесота, США. На 2000 год его население составило 1433 человека.

## География
По данным Бюро переписи населения США площадь тауншипа составляет 90,7 км², из которых 84,0 км² занимает суша, а 6,7 км² — вода (7,34 %).

## Демография
По данным переписи населения 2000 года здесь находились 1433 человека, 502 домохозяйства и 403 семьи.  Плотность населения —  17,1 чел./км².  На территории тауншипа расположено 566 построек со средней плотностью 6,7 построек на один квадратный километр. Расовый состав населения: 99,58 % белых, 0,07 % афроамериканцев, 0,28 % — других рас США и 0,07 % приходится на две или более других рас. Испанцы или латиноамериканцы любой расы составляли 0,84 % от популяции тауншипа.
Из 502 домохозяйств в 37,6 % воспитывались дети до 18 лет, в 72,1 % проживали супружеские пары, в 4,6 % проживали незамужние женщины и в 19,7 % домохозяйств проживали несемейные люди. 15,1 % домохозяйств состояли из одного человека, при том 6,0 % из — одиноких пожилых людей старше 65 лет. Средний размер домохозяйства — 2,85, а семьи — 3,19 человека.
27,1 % населения — младше 18 лет, 8,2 % — в возрасте от 18 до 24 лет, 28,6 % — от 25 до 44, 25,8 % — от 45 до 64, и 10,4 % — старше 65 лет. Средний возраст — 37 лет. На каждые 100 женщин приходилось 103,8 мужчин.  На каждые 100 женщин старше 18 приходилось 105,3 мужчин.
Средний годовой доход домохозяйства составлял 60 185 долларов, а средний годовой доход семьи —  62 802 доллара. Средний доход мужчин —  38 750  долларов, в то время как у женщин — 25 781. Доход на душу населения составил 22 119 долларов. За чертой бедности находились 3,6 % семей и 4,3 % всего населения тауншипа, из которых 5,9 % младше 18 и 6,1 % старше 65 лет.